# Lestes numidicus
Lestes numidicus – gatunek ważki z rodziny pałątkowatych (Lestidae).